# Woodsiaceae
Woodsiaceae is een familie van kleine tot middelgrote, terrestrische varens, met drie geslachten.
De familie is wereldwijd verspreid en kent twee Europese soorten.

## Naamgeving enetymologie
De familie Woodsiaceae is vernoemd naar het geslacht Woodsia.

## Kenmerken
Woodsiaceae zijn kleine tot middelgrote varens. De plant heeft kruipende of rechtopstaande rizomen. De bladen zijn in de regel eenvormig, zelden dimorf, en één- tot drievoudig geveerd. De bladsteel omvat twee in doorsnede langwerpige of halvemaanvormige vaatbundels, die naar de top toe fuseren. De bladnerven zijn vrijliggend en veer- of gaffelvormig vertakt.
De sporenhoopjes zitten aan de onderzijde van de bladen op de nerven, zijn klein, rond, haak- of lijnvormig, al dan niet beschermd door een lijn- of niervormig dekvliesje.

## Taxonomie
De familie Woodsiaceae omvatte tot recent, zoals in de taxonomische beschrijving van Smith et al. (2006), de geslachten van de families Athyriaceae (wijfjesvarenfamilie), Cystopteridaceae, Diplaziopsidaceae, Rhachidosoraceae en Hypodematiaceae. Recente fylogenetische analyse van onder meer Schuettpelz & Pryer (2007), Lehtonen et al. (2011) en Christenhusz et al. (2011) heeft aangetoond dat deze als aparte families moet worden behandeld

De familie omvat drie geslachten, die nauw aan elkaar verwant zijn en bij verder onderzoek mogelijk als één beschouwd moeten worden.
- Familie: Woodsiaceae
  - Geslachten:
    - Cheilanthopsis
    - Hymenocystis
    - Woodsia

### Beschreven soorten
Van de familie worden de volgende soorten in detail beschreven:
- Geslacht: Woodsia
  - Soort:
    - Woodsia alpina
    - Woodsia glabella
    - Woodsia ilvensis

Cheilanthopsis · Hymenocystis · Woodsia (incl. Protowoodsia)